# NGC 1019

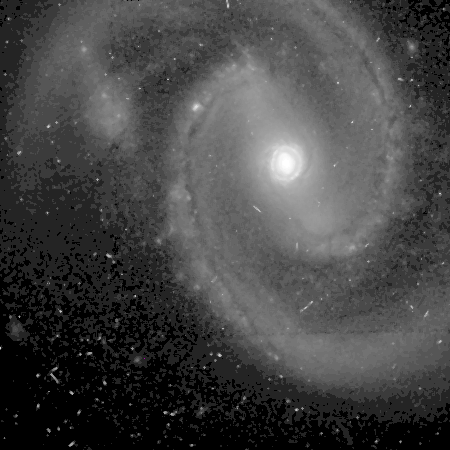
NGC 1019

NGC 1019 é uma galáxia espiral barrada (SBbc) localizada na direcção da constelação de Cetus. Possui uma declinação de +01° 54' 29" e uma ascensão recta de 2 horas, 38 minutos e 27,4 segundos.
A galáxia NGC 1019 foi descoberta em 1 de Dezembro de 1880 por Édouard Jean-Marie Stephan.